# Georg Weissel
Georg Weissel (ur. 1590 w Domnowie, zm. 1 sierpnia 1635 w Królewcu), niemiecki duchowny luterański i poeta.
Studiował na uniwersytecie królewieckim teologię i muzykę, m.in. u Johannesa Eccarda i Johanna Stobäusa. Przez kilka lat był rektorem szkoły w Domnowie, a od 1623 pastorem nowo wzniesionego kościoła na Altroßgarten w Królewcu. Należał do kręgu poetów skupionych wokół Simona Dacha i ulegających wpływom twórczości mistrza, podobnie jak inny znany pieśniarz, Valentin Thilo (Młodszy). Znane są 23 pieśni kościelne jego autorstwa.

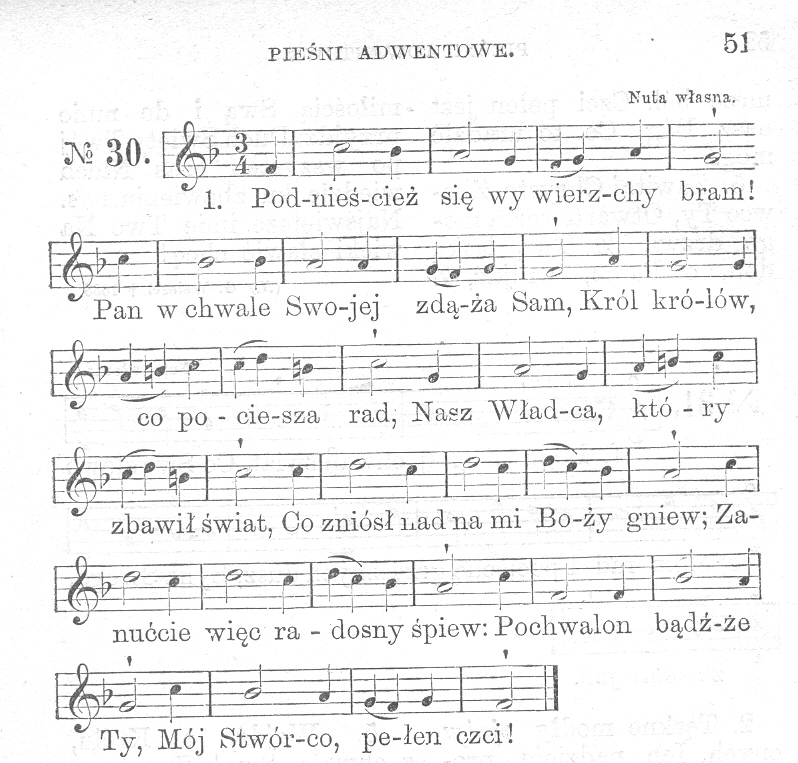
Początek pieśni
„Podnieścież się...”

Najbardziej znanym utworem Weissela jest pieśń adwentowa Macht hoch die Tür (pol.:Podnieścież się, wy wierzchy bram), oparta na słowach Psalmu 24 i szeroko rozpowszechniona w śpiewnikach protestanckich na całym świecie. Została opublikowana już po śmierci autora, w Preusisches Fest-Lieder, Elbląg 1642, a obecnie stosowaną melodię, skomponował Johann A. Freylinghausen (Geistreiches Gesang-Buch, Halle 1704). Johann Sebastian Bach wykorzystał pieśń Nun liebe Seel, nun ist es Zeit w 5. kantacie Oratorium na Boże Narodzenie. W aktualnym (2007) urzędowym kancjonale Ewangelickiego Kościoła Niemiec (EKD) znajdują się 3 jego pieśni (Evangelisches Gesangbuch).